# Сплави міді
Спла́ви мі́ді — сплави, одним із компонентів у яких є мідь.
Мі́дні спла́ви — сплави на мідній основі, у яких легувальними елементами можуть бути олово, цинк, свинець, нікель, алюміній, марганець, залізо, срібло, золото, фосфор, кремній тощо.

## Загальні особливості
Залежно від виду легувальних компонентів мідні сплави можуть мати високі електро- та теплопровідність, пластичність і міцність при високих температурах, можуть бути стійкими до зношування і агресивних середовищ а також, високопружними. Сплави міді з іншими металами зазвичай містять не більше 10 % основного легувального елемента, а інші компоненти (у складних сплавах) у ще менших кількостях. Виключенням є лише латуні, що містять цинк у значно більших пропорціях. У присутності великих кількостей легувального елемента сплави стають крихкими.
Добавки до подвійних мідно-цинкових сплавів у незначних кількостях олова, алюмінію, нікелю, кремнію, марганцю, заліза, свинцю підвищують міцність, твердість, оброблюваність різанням, надають добрих ливарних властивостей тощо.
Мідні сплави отримують сплавлянням міді з іншими хімічними елементами або їх сплавами (лігатурами) у полуменевих або електричних (дугових, індукційних, високочастотних, печах опору) печах. При плавці для захисту від окиснення використовують деревне вугілля, флюс або плавку проводять у вакуумі. Деякі мідні сплави отримують шляхом електролізу комплексних водних розчинів або дифузії у поверхневі шари металевих виробів. Однофазні низьколеговані сплави легше деформуються при кімнатній температурі, ніж високолеговані — з двофазною структурою. При високих температурах легше деформуються двофазні сплави, а більший опір деформуванню чинять сплави однофазні.
Термічна обробка (гартування та старіння) мідних сплавів у низці випадків підвищує міцність, збільшує пластичність (гартування), зменшує внутрішні напруження (відпал).
Розрізняють мідні сплави:
- ливарні, яким властиві значна рідкоплинність і невелика усадка;
- деформівні, що їх обробляють тиском у гарячому або холодному стані;
- порошкові.

Мідні сплави використовують переважно як антифрикційні, електротехнічні, жароміцні, конструкційні, корозієстійкі і пружинні матеріали. Застосовують їх у машино-, авіа-, приладо- і суднобудуванні, в електротехнічні промисловості, при виготовленні пароводяної арматури, художніх виробів, посуду тощо.

## Види сплавів міді
До мідних сплавів належать:
- бронзи куди входять:
  - олов'яні (олов'янисті) бронзи або просто бронзи — сплави міді з оловом, які поділяються на бронзи олов'яні, що обробляються тиском за ГОСТ 5017-74[1] (наприклад, БрО6,5Ф0,4; БрО4Ц3; БрО7Ф0,2 тощо) та бронзи олов'яні ливарні за ГОСТ 613-79[2] (наприклад, БрО3Ц7С5Н1; БрО5Ц5С5, БрО10Ц2 тощо);
  - бронзи безолов'яні, що обробляються тиском за ГОСТ 18175-78[3], до переліку яких входять:
    - алюмінієва бронза (напр., БрА7);
    - кремниста бронза (напр., БрК3Мц1);
    - марганцева бронза (напр., БрК1Н3);
    - кадмієва і магнієва бронзи (напр., БрКд1(CuCd1), БрМг0,3);
    - берилієва бронза (напр. БрБ2);

  - бронзи безолов'яні ливарні за ГОСТ 493-79[4] (наприклад, БрА10Ж3Мц2, БрС30, БрС30Н2 тощо);
- латуні — сплав міді з цинком із вмістом до 45 % Zn. Залежно від технологічних властивостей латуні поділяють на деформівні (оброблювані тиском: Л96, Л70, ЛАН65-3-2, ЛА85, ЛС64-2 тощо) і ливарні за ГОСТ 17711-93[5] (ЛЦ14К3С3, ЛЦ30А3, ЛЦ25С2 тощо). Латунь із вмістом до 32 % цинку добре обробляється тиском у холодному і гарячому станах;
- абісинське золото — корозієстійкий мідний сплав, що імітує золото за кольором; містить 88 % Cu, 11,5 % Zn і 0,5 % Au[6]. Додавання 0,5 % Au сприяє тривалішому збереженню блиску без потемніння;
- північне золото — мідно-алюмінієвий сплав золотистого кольору (склад: мідь — 89 %, алюміній — 5 %, цинк — 5 %, олово — 1 %), з якого виготовляють монети вартістю 10, 20 і 50 євроцентів;
- мельхіор — група сплавів на основі міді переважно з нікелем (5-30 %), а також з Fe (приблизно 1 %) та Mn (близько 1 %). Має високу стійкість проти корозії як в повітрі, так і у воді, добре обробляється, тому є добрим сплавом для карбування монет;
- константан — сплав міді з нікелем (40 %), марганцем (1,5 %) і домішками деяких інших елементів. Характеризується сталістю електричного опору при зміні температури;
- манганін — термостабільний сплав на основі міді (близько 85 %) з додаванням марганцю (Mn) (11,5—13,5 %) та нікелю (Ni) (2,5—3,5 %). Характеризується надзвичайно малою зміною електричного опору в області кімнатних температур;
- нейзильбер — сплав міді з 5-35 % нікелю і 13-45 % цинку. Характеризується корозійною стійкістю, підвищеною міцністю і пружністю після деформації, задовільною пластичністю в гарячому й холодному стані;
- куніаль — сплав міді з нікелем та алюмінієм. За ГОСТ 492—2006[7] випускаються дві марки куніалю: МНА13-3 (Куніаль-А), що містить 12,0…15,0 % Ni+Co, 2,3…3,0 % Al, решта — мідь та МНА6-1,5 (Куніаль-Б), що містить 5,5…6,5 % Ni+Co, 1,2…1,8 % Al, решта — мідь.

Сплави, у яких мідь є важливим але не основним компонентом:
- монель (монель-метал) — високоміцний корозієстійкий на нікелевій основі, що містить 27…29 % Cu, 2…3 % Fe, 1,2…1,8 % Μn[7][8]. За ГОСТ 492—2006[7] маркується як сплав НМЖМц28-2,5-1,5 (за стандартами ISO — NiCu30):
- копель — сплав, що складається з таких елементів: Ni (42,5…44 %); Fe (0,15 %); Mn (0,1…1,0 %) решта Cu (МНМц 43-0,5)[7];